# Aplicaciones energéticas de la nanotecnología

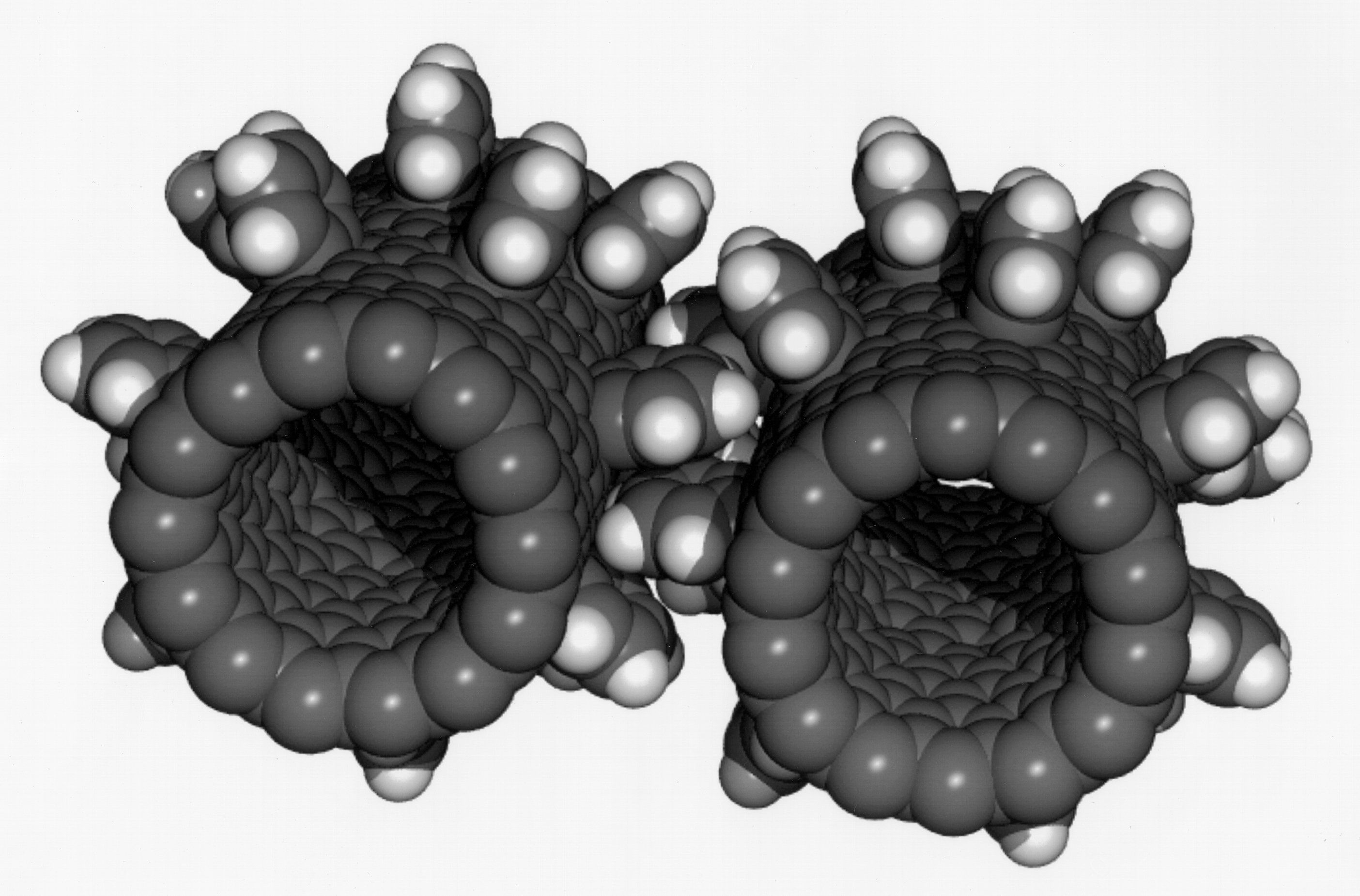
Nanoengranajes de fullereno

Dado que la demanda mundial de energía no deja de crecer, el desarrollo de tecnologías más eficientes y sostenibles para generarla y almacenarla es cada vez más importante. Según el Dr. Wade Adams, de la Universidad Rice, la energía será el problema más acuciante al que se enfrentará la humanidad en los próximos 50 años y la nanotecnología tiene potencial para resolverlo. La nanotecnología, un campo relativamente nuevo de la ciencia y la ingeniería, promete tener un impacto significativo en la industria energética. La nanotecnología se define como cualquier tecnología que contenga partículas con una dimensión inferior a 100 nm de longitud. A escala, una sola partícula de virus mide unos 100 nm de ancho.
En los campos de la ciencia y la ingeniería ya se han empezado a desarrollar formas de utilizar la nanotecnología para el desarrollo de productos de consumo. Los beneficios que ya se observan en el diseño de estos productos son una mayor eficiencia de la iluminación y la calefacción, una mayor capacidad de almacenamiento eléctrico y una disminución de la contaminación por el uso de la energía. Beneficios como éstos hacen que la inversión de capital en la investigación y el desarrollo de la nanotecnología sea una prioridad absoluta.

## Nanomateriales de uso común en energía
Un importante subcampo de la nanotecnología relacionado con la energía es la nanofabricación, el proceso de diseño y creación de dispositivos a nanoescala. La capacidad de crear dispositivos de menos de 100 nm abre muchas puertas al desarrollo de nuevas formas de capturar, almacenar y transferir energía. 

### Materiales a base de grafeno
Existe un enorme interés en el uso de materiales basados en grafeno para el almacenamiento de energía. La investigación sobre el uso del grafeno para el almacenamiento de energía comenzó muy recientemente, pero la tasa de crecimiento de la investigación relativa es rápida.
El grafeno se ha revelado recientemente como un material prometedor para el almacenamiento de energía por varias propiedades, como su bajo peso, su inercia química y su bajo precio. El grafeno es un alótropo del carbono que existe como una lámina bidimensional de átomos de carbono organizados en una red hexagonal. Una familia de materiales relacionados con el grafeno, denominada "grafenos" por la comunidad investigadora, está formada por derivados estructurales o químicos del grafeno. El grafeno químicamente derivado más importante es el óxido de grafeno (definido como una sola capa de óxido de grafito, el óxido de grafito puede obtenerse haciendo reaccionar grafito con oxidantes fuertes, por ejemplo, una mezcla de ácido sulfúrico, nitrato de sodio y permanganato de potasio) que suele prepararse a partir de grafito mediante oxidación a óxido de grafito y la consiguiente exfoliación. Las propiedades del grafeno dependen en gran medida del método de fabricación. Por ejemplo, la reducción del óxido de grafeno a grafeno da lugar a una estructura de grafeno que también tiene un grosor de un átomo, pero contiene una alta concentración de defectos, como nanoagujeros y defectos Stone-Wales. Además, los materiales de carbono, que tienen una conductividad eléctrica relativamente alta y estructuras variables, se utilizan mucho en la modificación del azufre. Se han sintetizado compuestos de azufre-carbono con diversas estructuras y han mostrado un rendimiento electroquímico notablemente mejor que el azufre puro, lo que resulta crucial para el diseño de baterías. El grafeno tiene un gran potencial en la modificación de un cátodo de azufre para baterías Li-S de alto rendimiento, que se ha investigado ampliamente en los últimos años.

### Nanosemiconductores a base de silicio
Los nanosemiconductores a base de silicio tienen la aplicación más útil en energía solar y también se han estudiado ampliamente en muchos lugares, como la Universidad de Kioto. Utilizan nanopartículas de silicio para absorber una mayor gama de longitudes de onda del espectro electromagnético. Para ello, se colocan muchas barras de silicio idénticas e igualmente espaciadas en la superficie. Además, hay que optimizar la altura y la longitud del espaciado para obtener los mejores resultados. Esta disposición de las partículas de silicio permite que la energía solar sea reabsorbida por muchas partículas diferentes, excitando los electrones y dando lugar a que gran parte de la energía se convierta en calor. A continuación, el calor puede convertirse en electricidad. Investigadores de la Universidad de Kioto han demostrado que estos semiconductores a escala nanométrica pueden aumentar la eficiencia al menos un 40 %, en comparación con las células solares normales.

### Materiales a base de nanocelulosa
La celulosa es el polímero natural más abundante de la Tierra. En la actualidad, se están desarrollando estructuras mesoporosas basadas en nanocelulosa, películas finas flexibles, fibras y redes que se utilizan en dispositivos fotovoltaicos, sistemas de almacenamiento de energía, captadores de energía mecánica y componentes catalizadores. La inclusión de nanocelulosa en esos dispositivos relacionados con la energía eleva en gran medida la porción de materiales ecológicos y resulta muy prometedora para abordar las preocupaciones medioambientales pertinentes. Además, la celulosa se manifiesta en las promesas de bajo coste y gran escala.

## Nanoestructuras en energía

### Nanomateriales unidimensionales
Las nanoestructuras unidimensionales han demostrado ser prometedoras para aumentar la densidad energética, la seguridad y la vida útil de los ciclos de los sistemas de almacenamiento de energía, un área que necesita mejoras en las baterías de iones de litio. Estas nanoestructuras se utilizan principalmente en los electrodos de las baterías debido a que sus vías de transporte de iones y electrones son bicontinuas y más cortas, lo que se traduce en un mayor rendimiento de la batería.
Además, las nanoestructuras 1D son capaces de aumentar el almacenamiento de carga mediante capas dobles y también se pueden usar en supercondensadores debido a sus rápidos procesos redox de superficie pseudocapacitivos. En el futuro, el diseño novedoso y la síntesis controlable de estos materiales se desarrollarán mucho más en profundidad. Los nanomateriales 1D también son ecológicos y rentables.

### Nanomateriales bidimensionales
La característica más importante de los nanomateriales bidimensionales es que sus propiedades pueden controlarse con precisión. Esto significa que los nanomateriales 2D pueden modificarse y manipularse fácilmente en nanoestructuras. El espacio entre capas también puede manipularse en materiales sin capas, denominados canales nanofluídicos 2D. Los nanomateriales 2D también pueden transformarse en estructuras porosas para su uso en aplicaciones catalíticas y de almacenamiento de energía mediante la aplicación de técnicas sencillas de transporte de carga y masa.
Los nanomateriales 2D también presentan algunos retos. La modificación de las propiedades de los materiales, como la actividad y la estabilidad estructural, puede tener efectos secundarios. Por ejemplo, la creación de algunos defectos puede aumentar el número de sitios activos para obtener un mayor rendimiento catalítico, pero también pueden producirse reacciones secundarias que podrían dañar la estructura del catalizador. Otro ejemplo es que la expansión entre capas puede reducir la barrera de difusión de iones en la reacción catalítica, pero también puede reducir potencialmente su estabilidad estructural. Por ello, existe un compromiso entre rendimiento y estabilidad. Una segunda cuestión es la coherencia de los métodos de diseño. Por ejemplo, las heteroestructuras son las principales estructuras del catalizador en el espacio entre capas y los dispositivos de almacenamiento de energía, pero estas estructuras pueden carecer de la comprensión del mecanismo en la reacción catalítica o los mecanismos de almacenamiento de carga. Se requiere una comprensión más profunda del diseño de nanomateriales 2D, porque el conocimiento fundamental conducirá a métodos coherentes y eficientes de diseño de estas estructuras. Un tercer reto es la aplicación práctica de estas tecnologías. Existe una enorme diferencia entre las aplicaciones a escala de laboratorio y a escala industrial de los nanomateriales 2D debido a su inestabilidad intrínseca durante el almacenamiento y el procesamiento. Por ejemplo, las estructuras porosas de nanomateriales 2D tienen densidades de empaquetamiento bajas, lo que dificulta su empaquetamiento en películas densas. Aún se están desarrollando nuevos procesos para la aplicación de estos materiales a escala industrial.

## Aplicaciones

### Baterías de alto rendimiento a base de litio y azufre
La batería de iones de litio es actualmente uno de los sistemas de almacenamiento de energía electroquímicos más populares y se ha utilizado ampliamente en áreas que van desde la electrónica portátil hasta los vehículos eléctricos. Sin embargo, la densidad de energía gravimétrica de las baterías de iones de litio es limitada y menor que la de los combustibles fósiles. La batería de azufre de litio (Li-S), que tiene una densidad de energía mucho mayor que la batería de iones de litio, ha atraído la atención mundial en los últimos años. Un grupo de investigadores de la Fundación Nacional de Ciencias Naturales de China (Subvención N.º  1371176 y 21201173) y el Equipo de Innovación Científica y Tecnológica de Ningbo (Subvención N.º 2012B82001) han desarrollado una batería de litio-azufre basada en nanoestructuras que consta de grafeno/azufre/estructuras multicapa de nanocompuestos de carbono. La nanomodificación del azufre puede aumentar la conductividad eléctrica de la batería y mejorar el transporte de electrones en el cátodo de azufre. Es posible diseñar y preparar con éxito un nanocompuesto de grafeno/azufre/carbono con estructura multicapa (G/S/C), en el que el azufre nanosaturado se superpone a ambos lados de láminas de grafeno químicamente reducido y se cubre con capas de carbono amorfo. Esta estructura consigue simultáneamente una alta conductividad y una protección superficial del azufre, lo que da lugar a un excelente rendimiento de carga/descarga. El compuesto G/S/C muestra características prometedoras como material catódico de alto rendimiento para baterías Li-S.

### Nanomateriales en celdas solares
Los nanomateriales de ingeniería son componentes clave de las células solares de generación actual. Las mejores celdas solares de hoy en día tienen capas de varios semiconductores diferentes apilados para absorber luz a diferentes energías, pero aun así solo logran usar aproximadamente el 40 % de la energía solar. Las celdas solares disponibles comercialmente tienen eficiencias mucho más bajas (15-20%). La nanoestructuración se ha utilizado para mejorar la eficiencia de las tecnologías fotovoltaicas (PV) establecidas, por ejemplo, al mejorar la recolección de corriente en dispositivos de silicio amorfo, la mejora plasmónica en células solares sensibilizadas por colorante, y la captura de luz mejorada en silicio cristalino . Además, la nanotecnología podría ayudar a aumentar la eficiencia de la conversión de la luz utilizando las bandas prohibidas flexibles de los nanomateriales o controlando la directividad y la probabilidad de escape de fotones de los dispositivos fotovoltaicos. El dióxido de titanio (TiO2 ) es uno de los óxidos metálicos más ampliamente investigados para su uso en células fotovoltaicas en las últimas décadas debido a su bajo costo, benignidad ambiental, polimorfos abundantes, buena estabilidad y excelentes propiedades electrónicas y ópticas. Sin embargo, sus prestaciones están muy limitadas por las propiedades de los propios materiales de TiO2. Una de las limitaciones es la amplia separación de bandas, que hace que el TiO2 sólo sea sensible a la luz ultravioleta (UV), que apenas ocupa menos del 5 % del espectro solar. Recientemente, los nanomateriales estructurados en forma de concha han atraído mucha atención, ya que representan la integración de componentes individuales en un sistema funcional, mostrando propiedades físicas y químicas mejoradas (por ejemplo, estabilidad, no toxicidad, dispersabilidad, multifuncionalidad), que no están disponibles a partir de los componentes aislados. En el caso de los nanomateriales de TiO2, este diseño estructurado en forma de concha constituiría una forma prometedora de superar sus desventajas, lo que se traduciría en mejores prestaciones. En comparación con los materiales de TiO2 aislados, los compuestos de TiO2 con estructura de concha central presentan propiedades ópticas y eléctricas sintonizables, e incluso nuevas funciones, que tienen su origen en las estructuras únicas de concha central.

### Aditivos de nanopartículas para carburantes
Los nanomateriales pueden utilizarse de diversas formas para reducir el consumo de energía. Los aditivos de nanopartículas para combustibles también pueden ser de gran utilidad para reducir las emisiones de carbono y aumentar la eficiencia de los combustibles . Las nanopartículas de óxido de cerio han demostrado ser muy buenas para catalizar la descomposición de hidrocarburos no quemados y otras emisiones de partículas pequeñas debido a su elevada relación superficie/volumen, así como para reducir la presión dentro de la cámara de combustión de los motores con el fin de aumentar su eficiencia y frenar las emisiones de NOx. La adición de nanopartículas de carbono también ha conseguido aumentar la velocidad de combustión y el retardo de ignición en el combustible para reactores. Los aditivos de nanopartículas de hierro al biodiésel y al gasóleo también han demostrado en un estudio una disminución del consumo de combustible y de las emisiones volumétricas de hidrocarburos en un 3-6 %, de monóxido de carbono en un 6-12 % y de óxidos de nitrógeno en un 4-11 %.

#### Efectos de los aditivos en el medio ambiente y la salud
Aunque los nanomateriales pueden aumentar la eficiencia energética del combustible de varias maneras, un inconveniente de su uso radica en el efecto de las nanopartículas sobre el medio ambiente. Con los aditivos de nanopartículas de óxido de cerio en el combustible, pueden emitirse trazas de estas partículas tóxicas en los gases de escape. Se ha demostrado que los aditivos de óxido de cerio en el gasóleo provocan inflamación pulmonar y aumento del líquido de lavado bronquial alveolar en ratas. Esto es preocupante, especialmente en zonas con mucho tráfico rodado, donde es probable que estas partículas se acumulen y causen efectos adversos para la salud. Las nanopartículas naturales creadas por la combustión incompleta de los combustibles diésel también contribuyen en gran medida a la toxicidad de los humos diésel. Es necesario investigar más para determinar si la adición de nanopartículas artificiales a los combustibles disminuye la cantidad neta de emisiones de partículas tóxicas debidas a la combustión.

## Beneficios económicos
El cambio relativamente reciente hacia el uso de la nanotecnología con respecto a la captura, transferencia y almacenamiento de energía ha tenido y seguirá teniendo muchas repercusiones económicas positivas en la sociedad. El control de los materiales que la nanotecnología ofrece a los científicos e ingenieros de productos de consumo es uno de los aspectos más importantes de la nanotecnología y permite mejorar la eficiencia de diversos productos. Una captura y almacenamiento más eficientes de la energía mediante el uso de la nanotecnología puede conducir a una disminución de los costes energéticos en el futuro, ya que los costes de preparación de los nanomateriales se abaratan con un mayor desarrollo.Uno de los principales problemas de la generación actual de energía es la generación de calor residual como subproducto de la combustión. Un ejemplo común es el motor de combustión interna. El motor de combustión interna pierde en torno al 64 % de la energía de la gasolina en forma de calor y sólo una mejora de este aspecto podría tener un impacto económico significativo. Sin embargo, mejorar el motor de combustión interna en este aspecto ha demostrado ser extremadamente difícil sin sacrificar el rendimiento. La mejora de la eficiencia de las pilas de combustible mediante el uso de nanotecnología parece más plausible si se emplean catalizadores adaptados molecularmente, membranas poliméricas y un mejor almacenamiento del combustible.
Para que una celda de combustible funcione, particularmente de la variante de hidrógeno, se necesita un catalizador de metal noble (generalmente platino, que es muy costoso) para separar los electrones de los protones de los átomos de hidrógeno. Sin embargo, los catalizadores de este tipo son extremadamente sensibles a las reacciones de monóxido de carbono. Para combatir esto, se utilizan compuestos de alcoholes o hidrocarburos para disminuir la concentración de monóxido de carbono en el sistema. Utilizando la nanotecnología, se pueden diseñar catalizadores a través de la nanofabricación que limiten la combustión incompleta y, por lo tanto, disminuyan la cantidad de monóxido de carbono, mejorando la eficiencia del proceso.